# Circuito callejero de Diriyah
El circuito callejero de Diriyah es un circuito urbano de carreras ubicado en Diriyah, Arabia Saudita. Fue anunciado en septiembre de 2018 y es sede del e-Prix de Diriyah de Fórmula E.
El trazado se ubica en Diriyah, a las afueras de la capital Riad.

## Historia
El circuito original revelado en septiembre de 2018 tenía una longitud de 2,847 km (1,760 mi), con una serie de curvas fluidas como característica principal. El diseño general se mantuvo, aunque la longitud total del circuito se redujo una vez que se reveló el diseño final de la pista, que mide 2,495 km (1,550 mi). Se realizaron más revisiones antes del e-Prix de Diriyah inaugural de 2018, con la adición de una zona de activación del modo de ataque a la salida de la curva diecisiete. Se realizaron cambios en el circuito para la visita de 2019, con varias curvas rediseñadas y el punto de activación del modo de ataque se movió a la chicane de la curvas 18 y 19.

## Ganadores

### Jaguar I-Pace e-Trophy
| Año     | Piloto         | Escudería             | Fecha           |
| ------- | -------------- | --------------------- | --------------- |
| 2018-19 | Simon Evans    | Team Asia New Zealand | 15 de diciembre |
| 2019-20 | Simon Evans    | Team Asia New Zealand | 22 de noviembre |
| 2019-20 | Sérgio Jimenez | Jaguar Brazil Racing  | 23 de noviembre |